# 江迎川
江迎川（えむかえがわ）は、長崎県北部の北松浦半島西部を西へ流れ、九十九島北の江迎湾に注ぐ二級河川である。流域の大部分は佐世保市江迎地区（旧・北松浦郡江迎町）だが、源流部は同市吉井地区（旧・北松浦郡吉井町）、支流の高岩川源流は北松浦郡佐々町、河口左岸は佐世保市鹿町地区（旧・北松浦郡鹿町町）に属する。

## 地理
佐世保市吉井町草ノ尾を水源とし、国見山系西部の溶岩台地を南へ流れ出す。標高250mほどの溶岩台地から浸食谷へ流れ落ちる所に、平戸八景の一つ「潜竜ヶ滝」（せんりゅうがたき）がある。潜竜ヶ滝以降は江迎町域に入る。溶岩台地に谷を刻んで南へ流れ、標高50mほどまで一気に流れ下る。
江迎町田ノ元でほぼ直角に曲がり、流路を西向きに変える。中流域は幅300mほどの谷底平野で、水田の中を江迎川・国道204号・松浦鉄道西九州線が並走している。
下流域では、平戸八景「高岩」の下で、南から山ノ田川（高岩川）が合流する。以後は蛇行しながら北へ流れる。江迎町長坂で北東方向から嘉例川が合流し、ほどなく河口の江迎湾に至る。

### 関連施設・地形
潜竜ヶ滝
上流域にある落差約20mの滝。溶岩台地から浸食谷へ流れ落ちる。
河川争奪
江迎町田ノ元では江迎川の流路が南から西へ直角に曲がっており、その東には佐々川の支流・福井川が西から南へ直角に曲がっている。これは河川争奪による地形で、かつて江迎川上流だった福井川が佐々川の浸食で奪われたものである。
高岩
第三紀層の断崖。かつては江迎湾の最奥部だった。
江迎湾
南から鹿町川、東から江迎川が流入する。江迎港として利用されており、佐世保市役所江迎行政センター（旧江迎町役場）や長崎県立鹿町工業高等学校などもここにある。小規模ながら河口干潟もある。
かつてはデルタ地帯だったが、江戸期文化年間以降に新田開発が進められた。北松炭田が操業していた昭和中期までは石炭の積み出しも行われていた。炭鉱閉山後は港の浚渫・埋立が進み、工業用地としての利用が進んでいる。